# Acrosynanthus jamaicensis
Acrosynanthus jamaicensis là một loài thực vật có hoa trong họ Thiến thảo. Loài này được Howard & Proctor mô tả khoa học đầu tiên năm 1958.